# Vincent Crapanzano
Vincent Crapanzano (Nova Iorque, 1939) é Distinguished Professor de Antropologia e Literatura Comparada no Centro de Pós-Graduação da Universidade da Cidade de Nova Iorque (CUNY).

## Vida
Vincent Crapanzano formou-se na École Internationale em Genebra. Concluiu seu bacharelado em filosofia na Universidade Harvard, em 1960, e seu doutorado em antropologia na Universidade Columbia em 1970. De 1961 a 1964, recrutado, serviu no Exército dos EUA, primeiro na Escola de Idiomas do Exército em Monterey e depois em Frankfurt/Main.
Lecionou em Princeton, Harvard, Universidade de Chicago, Universidade de Paris (Nanterre), École des Hautes Etudes en Sciences Sociales, também em Paris, Universidade de Brasília e Universidade da Cidade do Cabo.
É autor de nove livros, numerosos artigos e resenhas em revistas acadêmicas, bem como no The New Yorker, no New York Times, no The Times Literary Supplement e no The Washington Post . Muitos deles foram traduzidos para uma ampla gama de idiomas ou escritos em francês.

## Realizações

### Escrita etnográfica e história de vida
Crapanzano fez trabalho de campo com os navajos, os hamadshas (uma ordem marroquina sufi ou tariqa) e sul-africanos brancos durante o apartheid, fundamentalistas cristãos e conservadores legais nos Estados Unidos, e os harkis (aqueles argelinos que serviram como tropas auxiliares para os franceses durante a guerra de independência da Argélia). 
Foi a experiência de Crapanzano no Marrocos, trabalhando com o espírito possuído, que o levou a questionar alguns dos pressupostos fundamentais da psicanálise. Ao descrever suas entrevistas com um azulejista marroquino analfabeto, Tuhami, que deu nome a um de seus livros, considerado por muitos como o mais importante, ele percebeu como histórias de vida e, por extensão, outros achados etnográficos são reformulados pelo antropólogo em acordo com o gênero literário e as convenções, tornando-os mais familiares, mas perdendo seu enquadramento cultural único.
Isso o levou a considerar o papel da escrita na antropologia em geral e foi um dos fundadores do que veio a ser conhecido como a escola da cultura da escrita da antropologia. Também o levou a uma leitura atenta de vários casos de Freud do ponto de vista linguístico, demonstrando como, por exemplo, atribuições de transferência e contratransferência eram refrações de funções linguísticas como a pragmática e a metapragmática, que é o modo como a fala figura seu contexto e a si mesmo. Muitos desses artigos foram coletados em Hermes'Dilema e Hamlet's Desire.
Sempre houve uma cisão entre os interesses teóricos de Crapanzano e sua escrita etnográfica, profundamente enraizada na experiência de campo e na forma literária. Desafiado pelo relativismo ético, estudou sul-africanos brancos no auge do apartheid. Ele encontrou algo ingênuo na maneira como os antropólogos pareciam sempre focalizar os oprimidos em suas pesquisas sobre dominação.

### Waiting: The Whites of South Africa
Em seu livro Waiting: The Whites of South Africa, um estudo de uma vila na Província do Cabo, que ele chamou de Wyndal, ele argumentou que as duas populações brancas dominantes, os anglófonos e os africâneres, foram apanhados em um imbróglio dialético. em que cada um se sentia tão ferido pelo outro que, embora falassem sobre um banho de sangue iminente, tendiam a ignorar a "realidade" dos não brancos. Mesmo os brancos liberais que se opunham ao apartheid raramente consideravam a vida subjetiva das vítimas do apartheid. Embora privilegiados, os próprios brancos estavam presos no sistema do apartheid.
Durante sua pesquisa em Wyndal, um renascimento evangélico conservador ocorreu entre os brancos, oferecendo consolo e fuga para aqueles sem conexão internacional e a possibilidade de fuga em caso de banho de sangue. Isso provavelmente o levou a voltar sua atenção para os fundamentalistas cristãos e os conservadores legais nos Estados Unidos.

### From the Pulpit to the Bench e Imaginative Horizons
Em From the Pulpit to the Bench, argumentou que o literalismo era o estilo interpretativo predominante nos Estados Unidos, estendendo-se muito além dos fundamentalistas e do conservadorismo legal de Bork, Scalia e sua laia até a compreensão popular do DNA e das psicoterapias centradas no trauma. Infelizmente, ele não investigou o último. Ele observou ironicamente que enquanto a academia estava focada no futuro pós-moderno de simulacros e derrapagem semântica, o evangelicalismo conservador estava em ascensão. Talvez em reação às restrições do literalismo obstinado dos fundamentalistas e do medo da imaginação e da linguagem figurativa (pelo menos afirma Crapanzano), ele concentrou suas palestras Jensen em Frankfurt no jogo criativo da imaginação, que foram publicadas em seu livro Imaginative Horizons. Aqui, como em seus outros livros, ele experimentou a forma literária, justapondo textos e eventos desconexos para produzir em seus leitores a tensão da lacuna – o entre e entre – entre esses textos e eventos.
Ao completar Imaginative Horizons, Crapanzano começou a fazer pesquisas com os Harkis que moravam na França. Em The Wound that Never Heals e outras publicações, ele considerou o efeito da traição e do abandono na vida dos Harkis e seus filhos e netos, vivendo no mesmo país que tinham em seus olhos (e não sem razão) os traíram e os abandonaram. Ele argumentou que a ferida que eles compartilhavam era tão significativa que eles subsumiam suas histórias pessoais, suas identidades, à história de Harki.
Ele se referiu a essa história como um discurso congelado que, prendendo alguns, principalmente os próprios Harkis, era um ponto de referência constante até mesmo para os Harkis que se adaptaram, alguns com considerável sucesso, à França. Ele considerou o papel do perdão, do destino e da sensação de dever (pelos sacrifícios que os Harkis fizeram pela França e pelas perdas que sofreram) em sua auto compreensão. O quadro que Crapanzano desenhou era menos trágico (embora trágico) do que pessimista. Ele mesmo admite que esta imagem foi tingida com suas próprias tendências pessimistas.

### Recapitulações
Dada a ênfase de Crapanzano no indivíduo, nas histórias de vida e na importância da autorreflexão e do auto posicionamento na pesquisa antropológica, parece inevitável que ele se volte para a consideração de suas próprias experiências de vida. Em Recapitulações, um livro de memórias autorreflexivo – alguns o chamaram de metamemórias – ele reflete sobre as implicações existenciais de eventos insignificantes e significativos em sua própria vida. Tirando um prazer irônico dos paradoxos de sua vida e por implicação na vida dos outros, seu autoquestionamento parece também questionar as próprias questões que ele coloca. Desta forma, ele leva seus leitores a questionar o que eles mesmos dão como certo em suas próprias vidas. Aqui, como em muitos escritos de Crapanzano, suas intenções são temperadas por sua ironia.

### Antropologias
Crapanzano é um pensador eclético, convicto dos estudos interdisciplinares rigorosos e crítico severo ao paroquialismo disciplinar. Prefere falar não de antropologia, mas de antropologias. Frequentemente se refere à antropologia cultural como uma disciplina filosófica, pelo menos uma que pode servir como um corretivo para o etnocentrismo da filosofia acadêmica.
Certa vez, quando perguntado como diferenciaria a antropologia da sociologia, referiu-se à antropologia como uma ciência do íntimo. Em muitos de seus trabalhos etnográficos, ele se concentra no indivíduo, em seus primeiros trabalhos a partir de uma perspectiva psicanalítica, depois de uma dialética, e mais recentemente de uma crítica fenomenológica que enfatiza a intersubjetividade. Ele reconhece as limitações inerentes à fenomenologia, que derivam de sua inserção em uma linguagem particular – sua linguagem de descrição – e, não obstante Husserl, da ameaça representada pela possibilidade de solipsismo e a ênfase na opacidade da outra característica das epistemologias da modernidade.
Crapanzano argumenta que, como atores sociais, estamos destinados a ser maus epistemólogos na medida em que temos que assumir, com ou sem razão, que podemos intuir o que o outro está pensando e sentindo. Ele reconhece a possibilidade de outras epistemologias; dizem os do coração, que não são assombrados pelo que se passa na mente do outro.
Embora tenha sido considerado um relativista cultural de tendência pós-moderna, ele de fato defende um relativismo heurístico – aquele que coloca entre parênteses, da melhor maneira possível, os próprios pressupostos culturais, à medida que se engaja com outras visões de mundo. Ele relaciona essa postura à maneira como Keats se referiu à capacidade negativa. Idealmente, fornece uma perspectiva crítica sobre a própria visão de mundo e a de seus informantes. Mas, por trás de seu pensamento, está um ceticismo às vezes pessimista, temperado pela ironia. A ironia, afirma ele, está em grande falta nas ciências sociais.

## Prêmios
Recebeu inúmeras bolsas e prêmios, incluindo os das fundações Rockefeller e Guggenheim, e do Programa Fulbright (Brasil). Foi Sherman-Fairchild Distinguished Scholar no California Institute of Technology, membro da American Academy em Berlim, conferencista Jensen Memorial no Frobenius Institute em Frankfurt, presidente da Sociedade de Antropologia psicológica da qual recebeu um Life Time Prêmio. 

## Escritos
- The Fifth World of Forster Bennett: A Portrait of a Navaho. New York: Viking, 1972.
- The Hamadsha: A Study in Moroccan Ethnopsychiatry. Berkeley:University of California Press, 1973.
- Tuhami: Portrait of a Moroccan. Chicago: University of Chicago Press, 1983.[10]
- Waiting: the Whites of South Africa. New York: Random House, 1985.
- Hermes’ Dilemma and Hamlet’s Desire: Essays on the Epistemology of Interpretation. Cambridge: Harvard University Press, 1992.
- Serving the Word: Literalism in America from the Pulpit to the Bench. New York: The New Press, 2000.
- Imaginative Horizons: An Essay in Literary-Philosophical Anthropology. Chicago: University of Chicago Press, 2004.
- The Harkis: The Wound That Never Heals. Chicago: University of Chicago Press, 2011.[11]
- Recapitulations. 2015. New York: The Other Press.

Em português
- Diálogo. Anuário Antropológico, 13(1), 1989.[12]
- A cena: lançando sombra sobre o real. Mana, 11(2), 2005.[13]
- Horizontes imaginativos e o aquém e além. Revista de Antropologia, 48(1), 2005.[14]

## Nota
Este artigo foi inicialmente traduzido, total ou parcialmente, do artigo da Wikipédia em inglês, cujo título é «Vincent Crapanzano».